# Abd Al·lah Mirza Dara
Abd Al·lah Mirza Dara (1796 - 1846) fou un príncep persa fill de Fat·h-Alí Xah Qajar, i governador de la província de Kamsa. Per part de mare venia de família de sayyids de Pazvar i era gendre de Sulayman Khan Qadjar.
El 1809/1810 fou nomenat governador de Kamsa amb seu a Zandjan i amb Mirza Taki Aliabadi com a visir. A la segona guerra russo-persa fou enviat a Ardabil amb l'exèrcit de la seva província i va atacar les forces russes dirigides per Madàtov.
Després de la mort del seu pare fou confirmat dues vegades en el govern de Kamsa.
Fou un poeta destacat del qual el diwan ha estat publicat.
Va morir el 18 de juny de 1846.